# Police nationale (Ukraine)
Pour les autres articles nationaux ou selon les autres juridictions, voir Police nationale.
La Police nationale ukrainienne (ukrainien : Національна поліція України), communément abrégé en Police (Поліція, Politsiya), est l’unique service national de police d'Ukraine formé le 3 juillet 2015, dans le cadre des réformes post-Euromaïdan lancées par le président ukrainien Petro Porochenko, pour remplacer l'ancien service de police national ukrainien, la militsia,. Le 7 novembre 2015, tous militsia restants sont qualifiées de membres « intérimaires » de la police nationale.
L'agence est placée sous la tutelle du ministère de l'Intérieur.

## Historique
Avant le 3 juillet 2015, l'application de la loi en Ukraine est assurée directement par le ministère de l'Intérieur sous le nom de militsia. Des plans de réforme du ministère, dont la corruption est largement reconnue, avaient été préconisés par divers gouvernements et partis, mais ces plans n'ont jamais été réalisés.
Au lendemain du mouvement Euromaïdan de 2013-2014 et de la révolution qui suivra, la nécessité d'une réforme est reconnue par toutes les parties. Des élections législatives ont lieu en octobre 2014, donnant suite à une coalition des cinq partis au pouvoir s'engageant à réformer le ministère et à créer un nouveau service de police national.
Dans le cadre des réformes, le ministre de l'Intérieur, Arsen Avakov, présente des plans pour réduire le nombre de policiers en Ukraine à 160 000 d'ici la fin de 2015. Les plans de réforme débutent avec la combinaison de l'actuel State Auto Inspection (DAI) du ministère et du service de patrouille dans la capitale du pays, Kiev, à l'été 2015,. Cette nouvelle patrouille de police reçoit des financements de divers pays. 2 000 nouveaux policiers et femmes, choisis parmi 33 000 candidats, sont recrutés pour lancer le nouveau service à Kiev. Les officiers étaient formés aux États-Unis.
Lors du lancement de la nouvelle patrouille de police de Kiev le 4 juillet 2015, la militsia cesse toutes les patrouilles mais continue à travailler dans les circonscriptions et les bureaux administratifs,,. Après cela, la nouvelle patrouille de police est déployée à travers l'Ukraine. L'organisation est officiellement créée sous le nom de Police nationale le 2 septembre 2015. Fin septembre 2015, 2 000 nouveaux gendarmes prennent du service à Kiev, 800 à Kharkiv et 1 700 dans les villes d'Odessa et de Lviv,. À ce stade, la militsia compte 152 000 officiers et continue à gérer la plupart des services de police à travers l'Ukraine. 

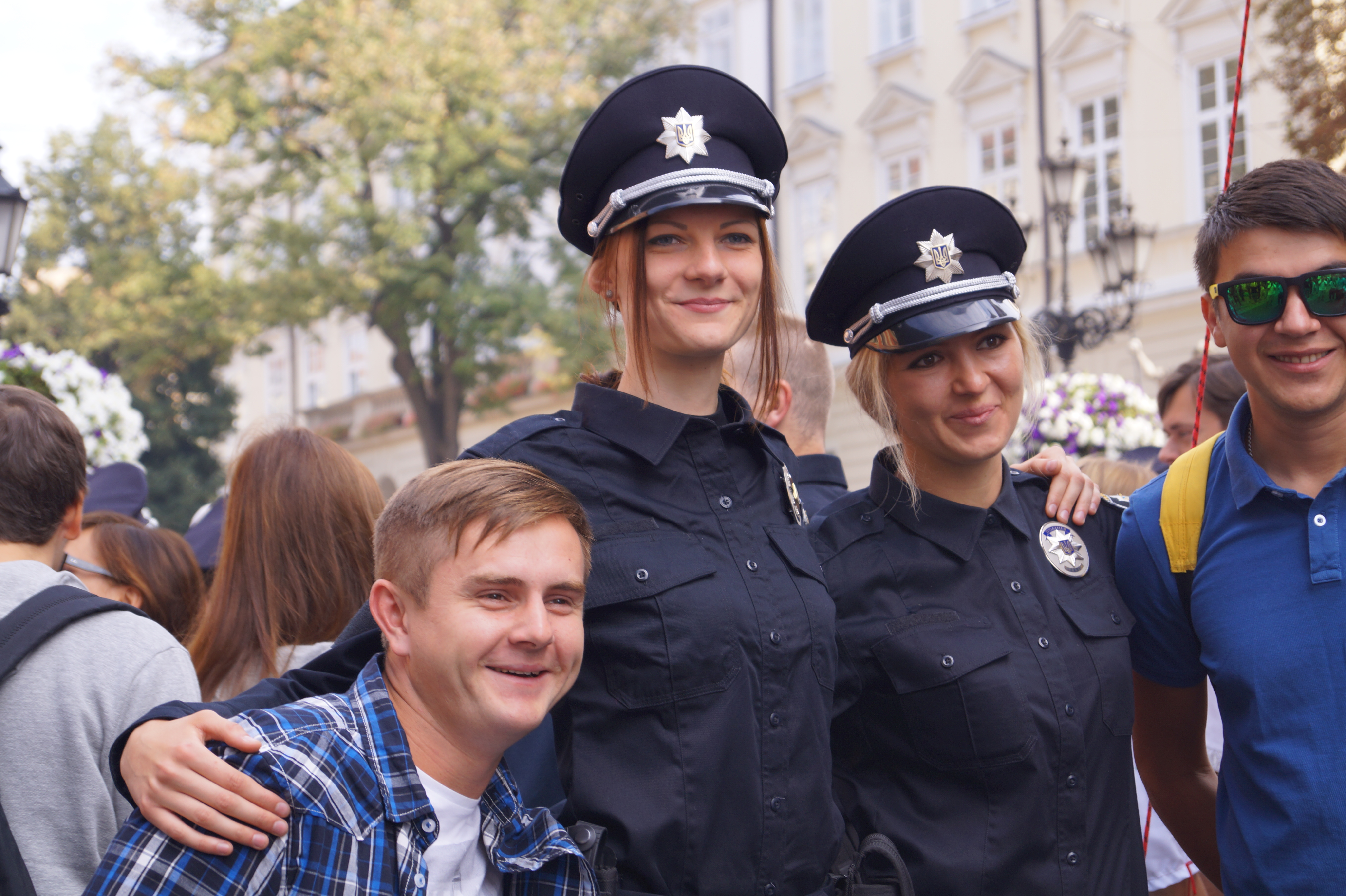
Lancement de la nouvelle patrouille de police à Lviv le 23 août 2015.

Le salaire de base de la nouvelle force de police (près de 400 dollars par mois) est environ trois fois supérieur au salaire de base de l'ancienne militsia ; notamment pour tenter de réduire la corruption.

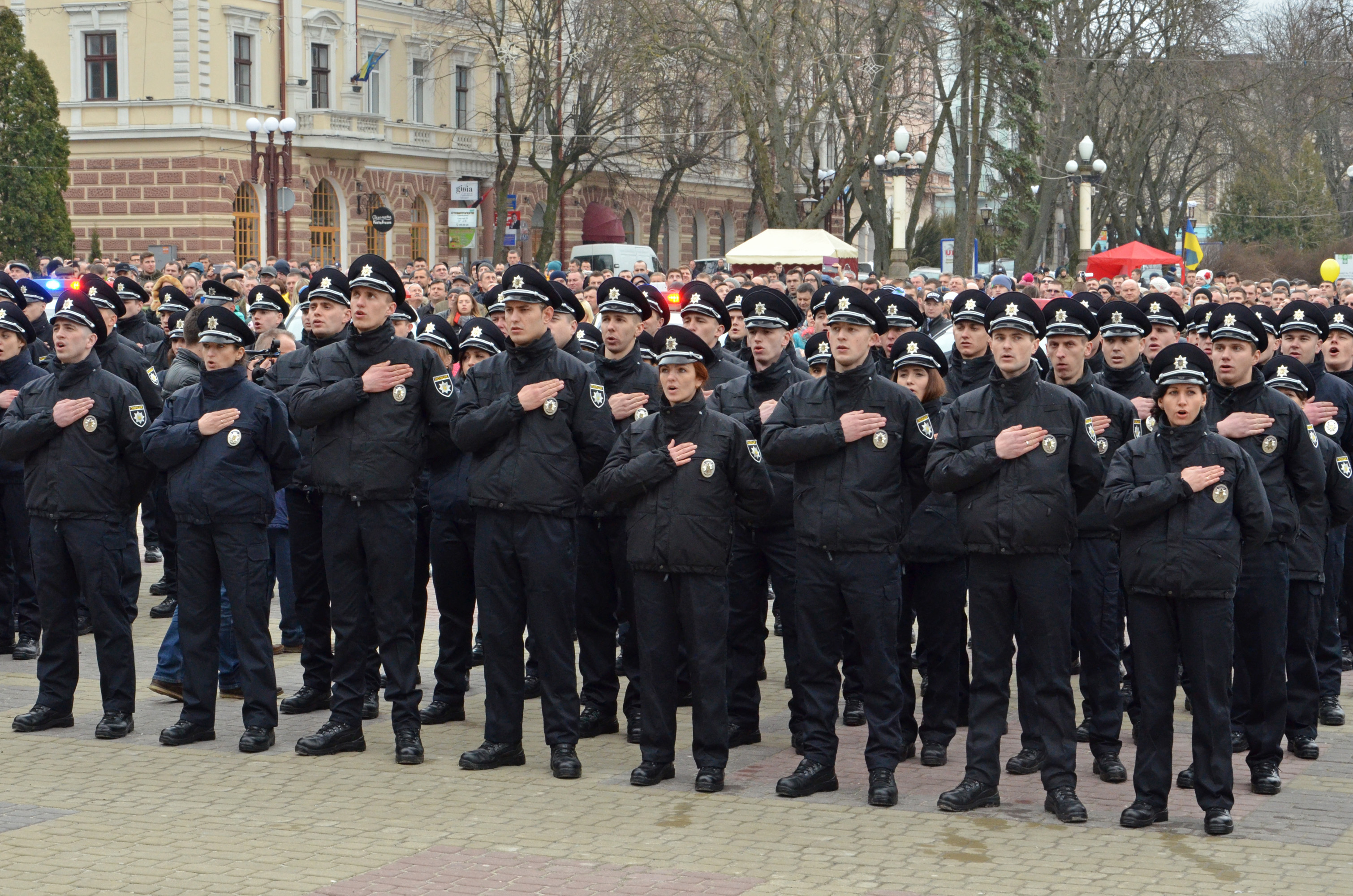
Prestation de serment des policiers de Ternopil, 2016.

La nouvelle police nationale remplace officiellement l'ancienne militsia le 7 novembre 2015. Ce jour-là, les militsia restants sont qualifiés de membres « temporaires » de la police nationale. Le changement leur permettra de devenir membres de la police nationale après des « contrôles d'intégrité », mais éligibles que s'ils remplissent les critères d'âge suivant nouvelle une formation,. Cette période de transition prend fin le 20 octobre 2016. Au cours de cette période de transition, 26 % des commandants de police sont révoqués et 4 400 policiers et policières rétrogradés et le même nombre de personnes promues.

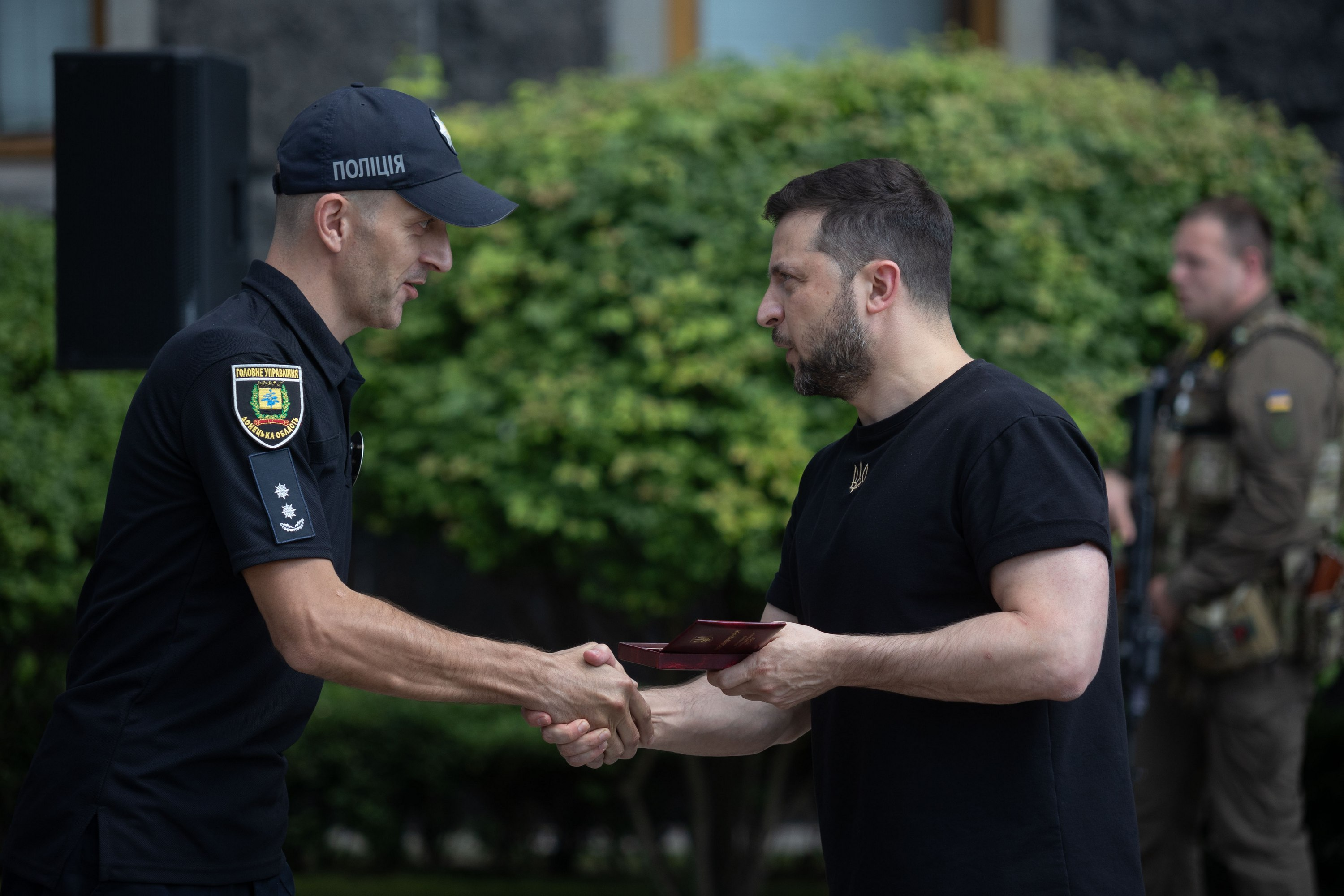
Le président ukrainien Volodymyr Zelensky remettant des prix aux policiers lors de la septième Journée nationale de la police à Kiev, lors de l'invasion russe de l'Ukraine en 2022.

L'unité est engagée lors de l'invasion de l'Ukraine par la Russie en 2022.

## Terminologie
Selon le professeur Oleksandr Ponomariv de l'Institut de journalisme de l'université de Kiev, le terme ukrainien correct pour un policier est поліціянт (politsiant). Cela contraste avec le terme поліцейський (politseïskyï), un mot emprunté à la langue russe, couramment utilisé pour désigner un officier de la police nationale.
Les grades sont rarement utilisés par le public lorsqu'il s'adresse aux policiers en Ukraine ; il est plus courant d'entendre le terme Пан (Pan ; féminin Пані, Pani) utilisé pour désigner les policiers. Des termes qualificatifs tels que офіцер (ofitser) ou поліцейський (politseïskyï) peuvent également être utilisés conjointement avec ces formes d'adresse.

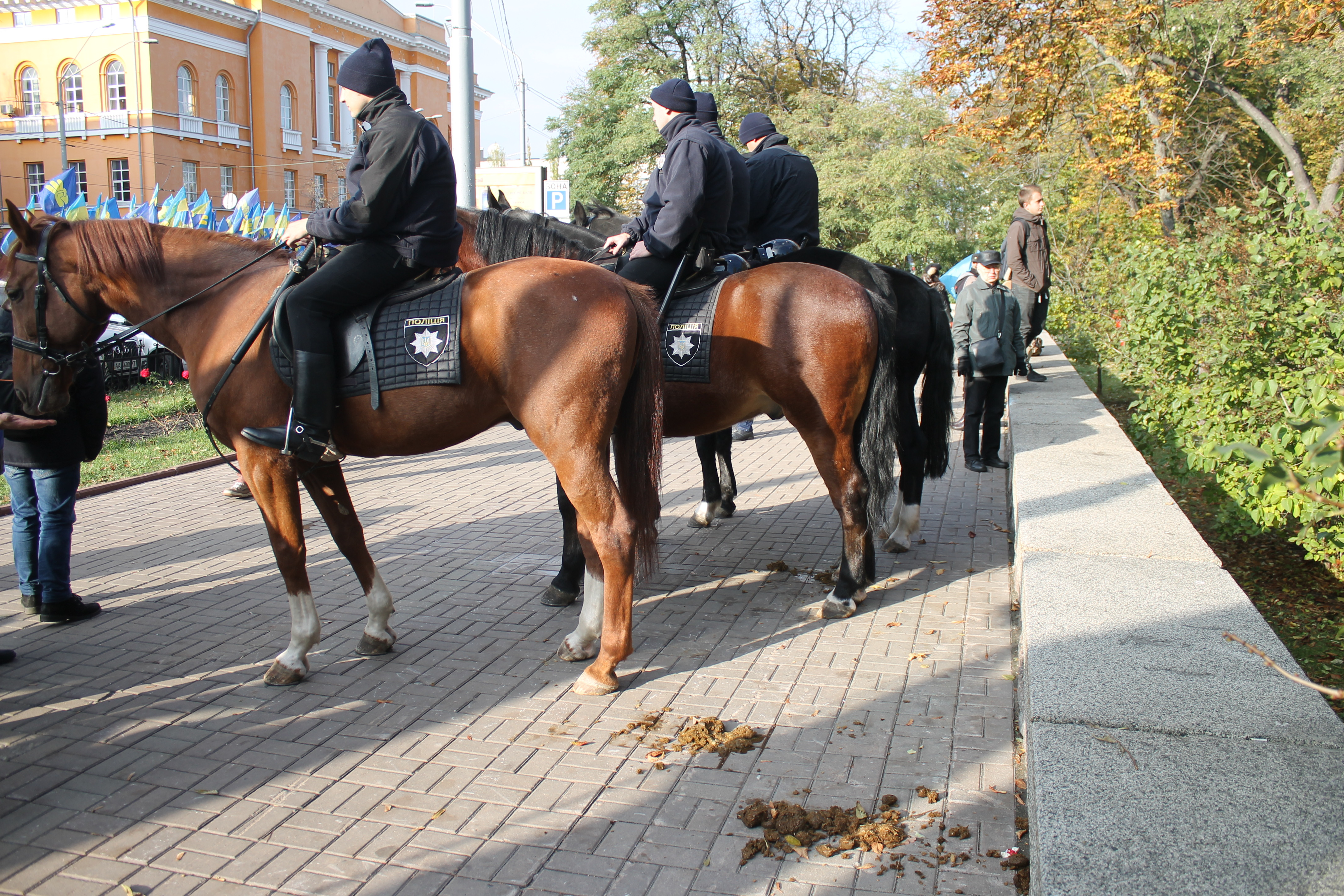
Police montée de Kiev.

## Structure et succursales
La police nationale est divisée en plusieurs services différents. Chaque force a des subdivisions internes. Cela laisse le service de police avec un grand nombre de branches spécialisées qui peuvent cibler plus spécifiquement certains types de crimes et appliquer des connaissances plus spécialisées dans l'enquête sur les cas liés à leur domaine de police. En plus de ces groupes spécifiques, toutes les forces de police conservent une majorité d'agents aux fins de patrouille et d'application générale de la loi.
La police contient les subdivisions suivantes:
- Police criminelle (Кримінальна поліція) – enquête et prévention des crimes graves et violents en Ukraine
  - Département de lutte contre la criminalité liée à la drogue
  - Département de la cyberpolice (Кіберполіція, Департамент кіберполіції) – lutte contre la cybercriminalité
  - Département de la sécurité économique
- Département de la police de patrouille (Патрульна поліція) – opérations générales d'application de la loi, police de la circulation et patrouille (y compris les divisions de police anti-émeute)
  - nombre d'administrations communales
- Département de la sécurité de la police (Поліція охорони) – Successeur du service de sécurité de l'État (rien à voir avec l'administration de la sécurité de l'État)

De plus, les unités spéciales suivantes existent :
- Patrouille de police spéciale (Спеціальна поліція) – Chargé de maintenir l'ordre dans les zones à statut particulier et/ou affectées par des catastrophes naturelles ou écologiques.
- Brigade d'assaut de la police nationale Rage («Лють») créée en 2023 pour contrer l'invasion de l'Ukraine.

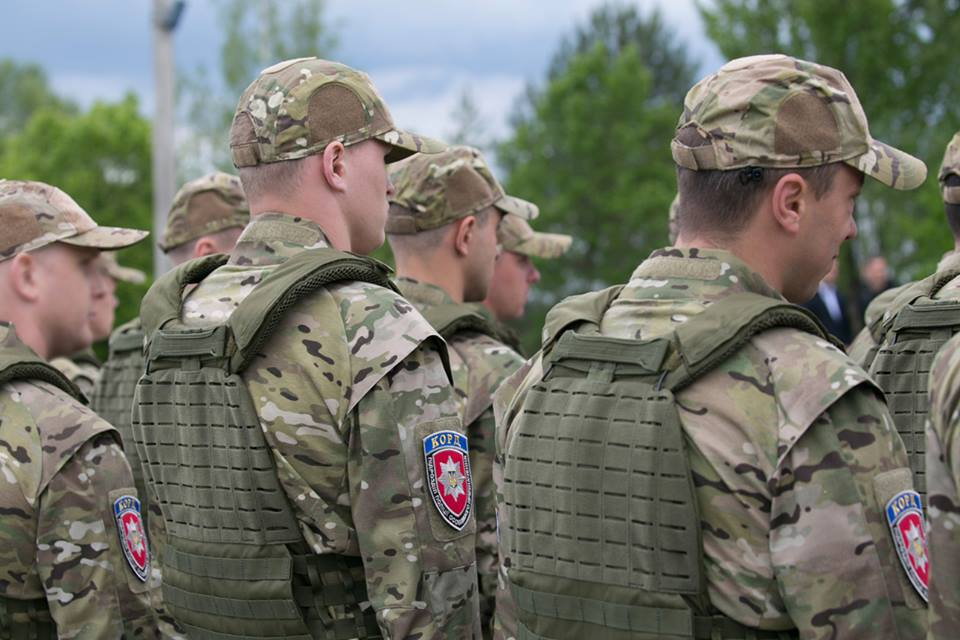
Unité d'intervention opérationnelle rapide, КОРД.

- Unité d'intervention opérationnelle rapide, КОРД (KORD).Unité d'intervention opérationnelle rapide (KORD) (Корпус Оперативно-Раптової Дії) – Unité d'intervention tactique, chargée de résoudre les situations d'impasse impliquant des otages et / ou des suspects lourdement armés. Également chargé de fournir une fonction de soutien tactique aux autres officiers divisionnaires.
- Services d'enquête préalable au procès (Органи досудового розслідування) – Représentants du Bureau national d'enquête, des autorités fiscales et des services de sécurité, chargés d'enquêter sur les délits.

### Insignes d'épaule des subdivisions de la police régionale
| Forces territoriales  | Forces territoriales       | Date de formation |
| Oblast / Municipalité | Forces de police           | Date de formation |
| --------------------- | -------------------------- | ----------------- |
| Kiev                  | Police de Kiev             | 4 juillet 2015    |
| Lviv                  | Police de Lviv             | 23 août 2015      |
| Odessa                | Police d'Odessa            | 25 août 2015      |
| Kharkiv               | Police de Kharkiv          | 26 septembre 2015 |
| Oblast de Kiev        | Police de l'oblast de Kiev | 7 octobre 2015    |
| Oujhorod              | Police d'Oujhorod          | 29 novembre 2015  |
| Moukatchevo           | Police de Moukatchevo      | 29 novembre 2015  |
| Mykolaïv              | Police de Mykolaïv         | 6 décembre 2015,  |
| Loutsk                | Police de Loutsk           | 19 décembre 2015  |
| Khmelnytskyï          | Police de Khmelnytskyï     | 26 décembre 2015  |
| Dnipro                | Police de Dnipro           | 17 janvier 2016   |
| Ivano-Frankivsk       | Police d'Ivano-Frankivsk   | 30 janvier 2016   |
| Kherson               | Police de Kherson          | 8 janvier 2016    |
| Tchernihiv            | Police de Tchernihiv       | 19 février 2016   |
| Vinnytsia             | Police de Vinnytsia        | 22 février 2016   |
| Krementchouk          | Police de Krementchouk     | 27 février 2016   |
| Tcherkassy            | Police de Tcherkassy       | 1er mars 2016     |
| Poltava               | Police de Poltava          | 5 mars 2016       |
| Ternopil              | Police de Ternopil         | 12 mars 2016      |
| Jytomyr               | Police de Jytomyr          | 22 mars 2016      |
| Boryspil              | Police de Boryspil         | 24 mars 2016      |
| Tchernivtsi           | Police de Tchernivtsi      | 27 mars 2016      |
| Zaporijjia            | Police de Zaporijjia       | 16 avril 2016     |
| Rivne                 | Police de Rivne            | 19 avril 2016     |
| Kropyvnytskyï         | Police de Kropyvnytskyï    | 28 avril 2016     |
| Soumy                 | Police de Soumy            | 12 mai 2016       |
| Kramatorsk            | Police de Kramatorsk       | 14 mai 2016       |
| Sloviansk             | Police de Sloviansk        | 14 mai 2016       |
| Kryvyï Rih            | Police de Kryvyï Rih       | 19 mai 2016       |
| Sievierodonetsk       | Police de Sievierodonetsk  | 22 mai 2016       |
| Lyssytchansk          | Police de Lyssytchansk     | 22 mai 2016       |
| Roubijne              | Police de Roubijne         | 22 mai 2016       |
| Marioupol             | Police de Marioupol        | 30 mai 2016       |

## Grades

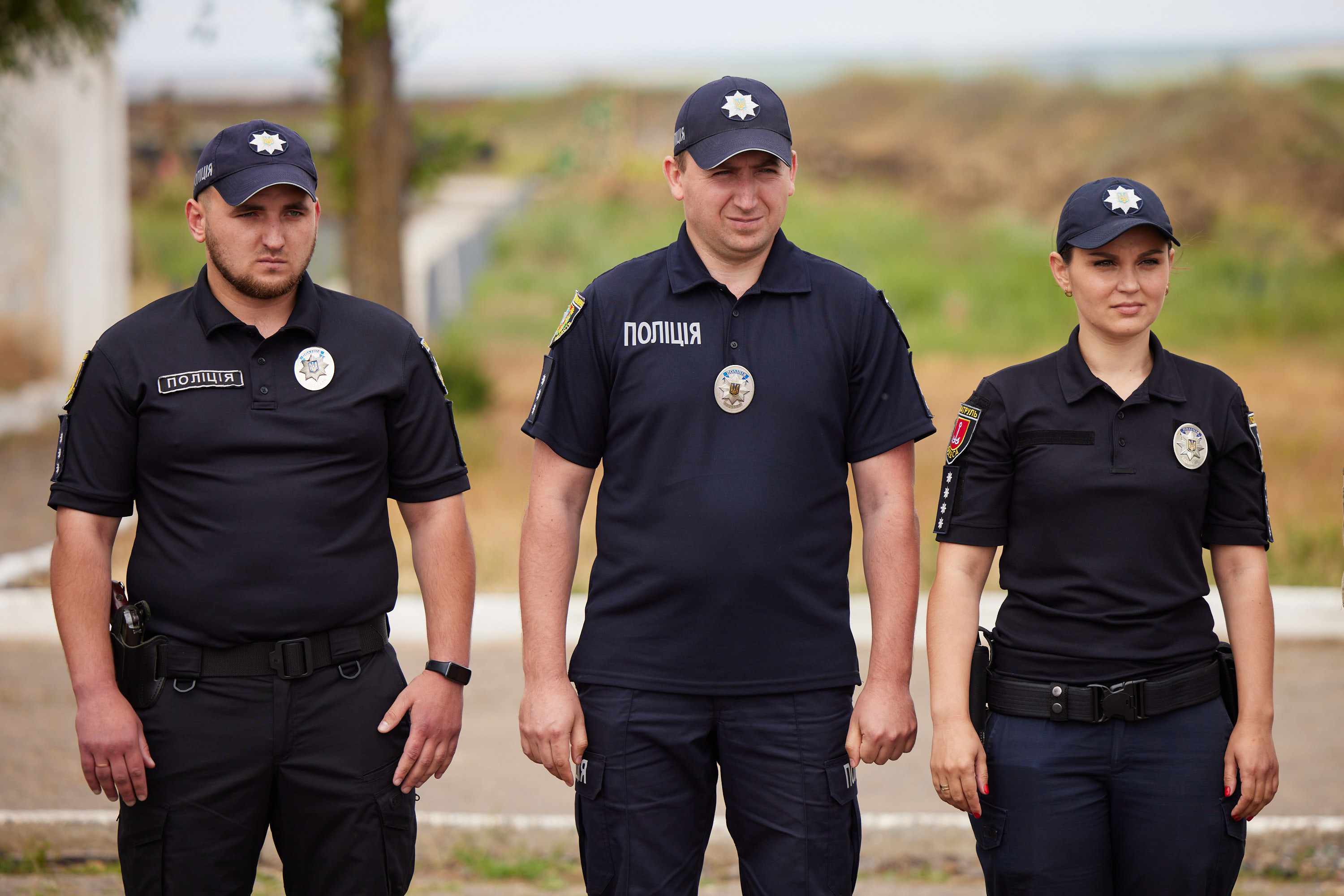
Capitaine de police d'Odessa et deux lieutenants, juillet 2022.

### Officiers généraux
|                    | Officiers généraux            | Officiers généraux           | Officiers généraux           |
| ------------------ | ----------------------------- | ---------------------------- | ---------------------------- |
| Épaulette          |                               |                              |                              |
| Grade              | Général de police de 1er rang | Général de police de 2e rang | Général de police de 3e rang |
| Grade en ukrainien | Генерал поліції 1-го рангу    | Генерал поліції 2-го рангу   | Генерал поліції 3-го рангу   |

### Officiers supérieurs
|                    | Officiers supérieurs | Officiers supérieurs         | Officiers supérieurs |
| ------------------ | -------------------- | ---------------------------- | -------------------- |
| Épaulette          |                      |                              |                      |
| Grade              | Colonel de police    | Lieutenant-colonel de police | Major de police      |
| Grade en ukrainien | Полковник поліції    | Підполковник поліції         | Майор поліції        |

### Officiers subalternes
|                    | Officiers subalternes | Officiers subalternes          | Officiers subalternes | Officiers subalternes      |
| ------------------ | --------------------- | ------------------------------ | --------------------- | -------------------------- |
| Épaulette          |                       |                                |                       |                            |
| Grade              | Capitaine de police   | Lieutenant supérieur de police | Lieutenant de police  | Sous-lieutenant de police  |
| Grade en ukrainien | Капітан поліції       | Старший лейтенант поліції      | Лейтенант поліції     | Молодший лейтенант поліції |

### Sous-officiers et policiers du rang
|                    | Sous-officiers  | Sous-officiers | Sous-officiers              |                               |
| ------------------ | --------------- | -------------- | --------------------------- | ----------------------------- |
| Épaulette          |                 |                |                             |                               |
| Grade              | Sergent-chef    | Sergent        | Corporal sergent subalterne | Connétable Officier de police |
| Grade en ukrainien | Старший сержант | Сержант        | Молодший сержант            | Рядовий поліції               |

## Chefs de la police
- Khatia Dekanoidze, création
- Vadim Troyan, intérim, 14 novembre 2015 au 8 février 2017
- Sergueï Kniazev
- Ihor Klymenko du 25 septembre 2019 au 14 juillet 2023
- Ivan Vyhivskyi, actuel.

## Équipement
Les agents portent une caméra qui surveille en permanence leurs performances. Les vidéos qui en résultent sont postées sur les réseaux sociaux et diffusées dans une émission de télé-réalité.

### Véhicules
| Image                               | Marque et modèle     | Pays d'origine             | Type                      | Quantité | Notes |
| ----------------------------------- | -------------------- | -------------------------- | ------------------------- | -------- | --- |
|                                     | Toyota Prius         | Japon                      | Véhicule de police        | 1 568    | Voiture de patrouille à usage général. Fourni par le Japon en échange de permis d'émission ukrainiens dans le cadre du protocole de Kyoto.                                                 |
|                                     | Hyundai Sonata       | Corée du Sud               | Véhicule de police rapide | 110      | Véhicule de police rapide. Anciens taxis exploités sous la marque SkyTaxi par l'aéroport de Kiev-Boryspil. Propriété de l'État et transféré à la police en surplus des besoins de SkyTaxi. |
|                                     | Isuzu D-Max          | Japon                      | Véhicule de police        | 38       | Acheté pour la police dans la région ukrainienne occidentale de Volyn. |
| Mitsubishi Outlander Ukraine Police | Mitsubishi Outlander | Japon                      | Véhicule de police        | 635      | Achetés en 2017. |
|                                     | Renault Dokker       | Maroc                      | Fourgon de police         | 192      | Marque Renault et basé sur le Dacia Dokker. Assemblé au Maroc. |
|                                     | Renault Duster       | Roumanie                   | Véhicule de police        | 140+     | Marque Renault et basé sur le Dacia Duster. Assemblé en Roumanie. |
|                                     | UAZ Patriot          | Russie                     | Véhicule de police        | >20      | Achetés avant 2014 par l'ancienne militsia ukrainienne. |
|                                     | Lada Niva            | Russie                     | Véhicule de police        | 9        | Acheté par la police de Poltava en 2016 |
| Ukraine Police Raketa-Futong FT 150 | Raketa Futong FT 150 | Chine Ukraine              | Moto de police            |          | |
|                                     | Robinson R44         | États-Unis                 | Hélicoptère               | 1        | Utilisé pour maintenir l'ordre public lors d'événements de masse. |
| Fiat Tipo Security Police Ukraine   | Fiat Tipo            | Turquie                    | Véhicule de police        | 20       | Acheté pour la police de sécurité de Kiev. |
|                                     | Volkswagen Jetta     | Allemagne                  | Véhicule de police        |          | Achetés en 2019. |
| Ukrainian police car Skoda Rapid    | Škoda Rapid          | République tchèque Ukraine | Véhicule de police        | 400      | Premières voitures livrées en 2018. Assemblé en Ukraine. |
|                                     | Peugeot 301          | France                     | Véhicule de police        |          | |

## Journée de la police

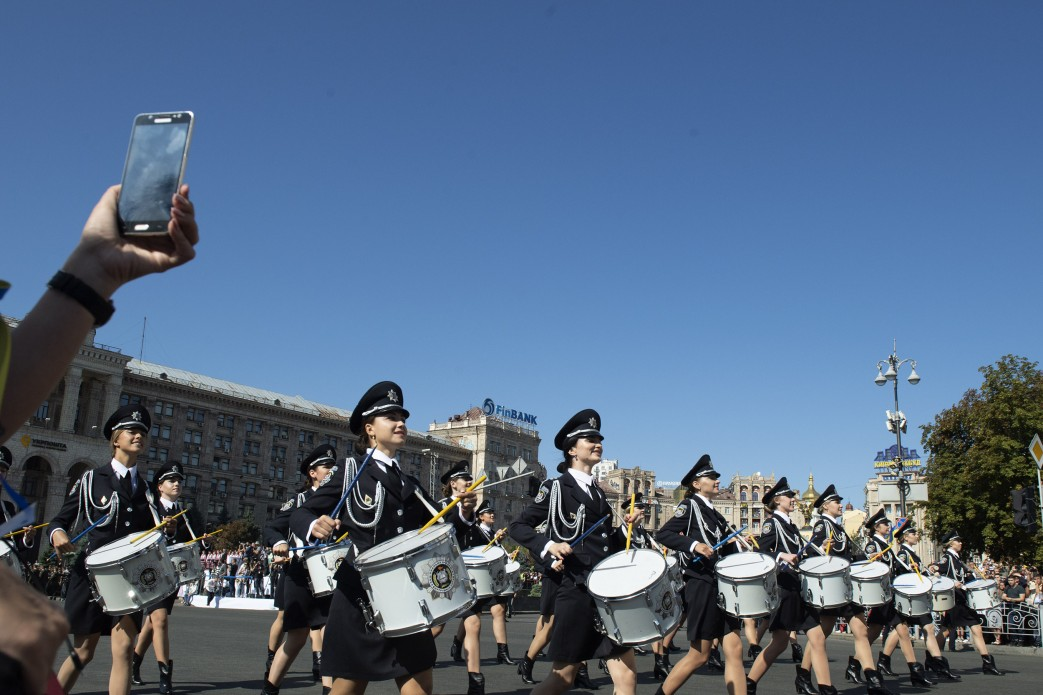
Un corps de tambours de la police nationale.

La journée nationale de la police (ukrainien : День Національної поліції) le 4 juillet est la fête professionnelle de la police ukrainienne commémorant la suspension des fonctions d'application de la loi par la militsia et la création de la police nationale ukrainienne. Cela coïncide également avec le premier serment des policiers de patrouille sur la place Sofia de Kiev. Cet événement est introduit et célébré pour la première fois le 4 août 2015. Le président Petro Porochenko, par décret du 4 avril 2018, change cette date pour le 4 juillet, jour également désigné comme fête nationale.

## Controverses
Selon le journal Ukrayinska Pravda, 64 crimes auraient été commis par des policiers ukrainiens du 1er janvier 2020 au 30 mai 2020. Les cas s'étalent de l'extorsion au viol jusqu'à des cas de meurtres.